# Sakhnovsxina
Sakhnovsxina (en ucraïnès i en rus Сахновщина) és una vila de la província de Khàrkiv, Ucraïna. El 2021 tenia 7.010 habitants.